# 原克
原 克（はら かつみ、1954年7月10日 - ）は、日本のドイツ文学者。専門は表象文化論、ドイツ文学、メディア論、都市論。早稲田大学教育学部教授。

## 来歴
長野県伊那市出身。1975年、立教大学文学部ドイツ文学科卒業。1982年、立教大学大学院文学研究科博士課程中退、神戸大学国際文化学部専任講師。1985年～1987年ボーフム・ルール大学客員研究員。1994年立教大学文学部ドイツ文学科助教授、1995年同教授。2003年早稲田大学教育学部教授。2001～2002年、ベルリン・フンボルト大学客員教授。2007年と2009年に、日本テレビ系『世界一受けたい授業』に講師として出演した。
日本ドイツ文学会、阪神ドイツ文学会、カール・アインシュタイン学会 （Carl Einstein Gesellschaft） 所属。1985年、ドイツ語学文学振興会奨励賞受賞。

## 著書
- 『書物の図像学-炎上する図書館・亀裂のはしる書き物机・空っぽのインク壺』三元社　1993
- 『モノの都市論---二〇世紀をつくったテクノロジーの文化誌』大修館書店　2000
- 『死体の解釈学---埋葬に脅える都市空間』廣済堂ライブラリー　2001
- 『悪魔の発明と大衆操作---メディア全体主義の誕生』集英社新書　2003
- 『ポピュラーサイエンスの時代----二〇世紀の暮らしと科学』柏書房　2006
- 『暮らしのテクノロジー 20世紀ポピュラーサイエンスの神話』大修館書店 2007
- 『流線形シンドローム 速度と身体の大衆文化誌』紀伊國屋書店 2008
- 『アップルパイ神話の時代 アメリカモダンな主婦の誕生』岩波書店 2009
- 『図説20世紀テクノロジーと大衆文化』柏書房 2009
- 『気分はサイボーグ』角川学芸出版 2010
- 『身体補完計画 すべてはサイボーグになる』青土社 2010
- 『美女と機械 健康と美の大衆文化史』河出書房新社 2010
- 『サラリーマン誕生物語 二〇世紀モダンライフの表象文化論』講談社 2011
- 『図説20世紀テクノロジーと大衆文化 2』柏書房 2011
- 『白物家電の神話 モダンライフの表象文化論』青土社 2012
- 『OL誕生物語 タイピストたちの憂愁』講談社 2014
- 『騒音の文明史　ノイズ都市論』東洋書林 2020

### 翻訳
- マルグレット・フェルトカムプ,インゲ・ダニエルキック編著『神経生理学的治療法の理論と実際』ブラザー・ジョルダン社 1985
- フリードリヒ・キットラー『ドラキュラの遺言 ソフトウェアなど存在しない』前田良三,副島博彦,大宮勘一郎,神尾達之共訳 産業図書 1998
- フリードリヒ・キットラー,シュテファン・バンツ『キットラー対話 ルフトブリュッケ広場』前田良三共訳 三元社 1999
- マンフレート・シュナイダー『時空のゲヴァルト 宗教改革からプロスポーツまでをメディアから読む』前田良三, 高木葉子共訳 三元社 2001
- ウルフ・ポーシャルト『DJカルチャー ポップカルチャーの思想史』三元社 2004

## 参考
- 伊那市
- 『現代日本人名録』2002年